# Quilmes partido
Quilmes egy partido Argentína középpontjától keletre, Buenos Aires tartományban. Székhelye Quilmes.

## Népesség
A partido népessége a közelmúltban a következőképpen változott:
| Év   | Lakosság |
| ---- | -------- |
| 2001 | 516 368  |
| 2010 | 582 943  |